# A Harlot's Progress
A Harlot's Progress (em português: O Progresso de uma Prostituta, também conhecido em inglês como The Harlot's Progress) é uma série de seis pinturas (1731, agora destruídas) e gravuras (1732) do artista inglês William Hogarth. A série descreve a história de uma jovem, M. (Moll ou Mary) Hackabout, que chega a Londres e que se torna numa prostituta. Hogarth tinha a intenção de que as pinturas não tivessem que ser acompanhadas por texto algum.

## As placas
| Placa 1 | Moll Hackabout chega a Londres no Bell Inn, Cheapside |
| --- | --- |
| | O protagonista, Moll Hackabout, chegou ao Cheapside de Londres. Moll carrega uma tesoura e um alfinete pendurado no braço, sugerindo que ela procurou emprego como costureira. Em vez disso, ela está sendo inspecionada pela varíola Elizabeth Needham, uma notória compradora e dona de bordéis, que quer garantir Moll para a prostituição. O notório Coronel Francis Charteris e seu , John Gourlay, também se interessam por Moll. Os dois estão em frente a um prédio decadente, símbolo de sua falência moral. Charteris acaricia-se na expectativa. |
| Os londrinos ignoram a cena, e até mesmo um clérigo montado ignora sua situação, assim como ignora o fato de seu cavalo derrubar uma pilha de panelas. Moll parece ter sido enganado pela possibilidade de emprego legítimo. Um ganso na bagagem de Moll é endereçado a "My lofing cosen in Tems Stret in London": sugerindo que ela foi enganada; Esse "primo" pode ter sido um recrutador ou um boneco pago dos malandros. Moll está vestida de branco, em contraste com aqueles ao seu redor, ilustrando sua inocência e ingenuidade. O ganso morto dentro ou perto da bagagem de Moll, igualmente branco, prenuncia a morte de Moll como resultado de sua ingenuidade. A placa da pousada, com a imagem de um sino, pode se referir à belle (em francês para mulher bonita) que recém-chegada do país. A pilha de panelas faz alusão à iminente "queda" de Moll. O ganso e as panelas cambaleantes também imitam a inevitável impotência que decorre da sífilis, prenunciando o destino específico de Moll. A composição se assemelha à de uma Visitação, ou seja, a visita de Maria com Isabel, conforme registrado no Evangelho de Lucas 1:39-56. | |
| Placa 2 | Moll agora é uma mulher guardada, amante de um rico comerciante |
| | Moll é agora amante de um rico comerciante judeu, como é confirmado pelas pinturas do Antigo Testamento ao fundo, que foram consideradas proféticas de como o comerciante tratará Moll entre esta placa e a terceira placa. Ela tem inúmeras afetações de vestimenta e acompanhamento, como ela mantém um menino de serviço da Índia Ocidental e um macaco. O rapaz e a jovem criada, assim como o macaco, podem ser fornecidos pelo empresário. A presença do criado, do macaco e da mesa de chá de mogno sugere que a riqueza do comerciante foi feita nas colônias. Ela tem frascos de cosméticos, uma máscara de máscaras, e seu apartamento é decorado com pinturas que ilustram seu estado sexualmente promíscuo e moralmente precário. Ela empurra uma mesa para distrair a atenção do comerciante enquanto um segundo amante dá a ponta dos pés. |
| Placa 3 | Moll passou de mulher mantida a prostituta comum |
| | Moll passou de mulher guardada a prostituta comum. Sua empregada agora é velha e sifilítica, e Henry Fielding, em Tom Jones (2:3), diria que a empregada se parece com seu personagem de Sra. Perdiz. Sua cama é seu único grande móvel, e o gato posa para sugerir a nova postura de Moll. O chapéu de bruxa e a vara de bétula na parede sugerem magia negra ou, mais importante, que a prostituição é obra do diabo. Uma explicação mais prática poderia ser que o chapéu de bruxa é parte de um disfarce assustador comparável às máscaras usadas pelos dominatrizes modernos, e a vara de bétula é para a fustigação/titulação de clientes masoquistas. Seus heróis estão na parede: Macheath de The Beggar's Opera e Henry Sacheverell, e duas curas para sífilis estão acima deles. A caixa de perucas do rodoviário James Dalton (enforcado em 11 de maio de 1730) está guardada sobre sua cama, sugerindo um romance romântico. O magistrado, Sir John Gonson, com três oficiais de justiça armados, está entrando pela porta do lado direito do quadro para prender Moll por suas atividades. Moll está exibindo um novo relógio (talvez um presente de Dalton, talvez roubado de outro amante) e expondo seu seio esquerdo. Gonson, no entanto, está fixado no chapéu e na "vassoura" da bruxa ou na peruca pendurada na parede acima da cama de Moll. A composição lembra satiricamente a de uma Anunciação, ou seja, o anúncio do anjo Gabriel à Virgem Maria de que ela conceberia e se tornaria a mãe de Jesus, o Filho de Deus, conforme registrado no Evangelho de Lucas 1:26-39. |
| Placa 4 | Moll bate cânhamo na prisão de Bridewell |
| | Moll está na prisão de Bridewell. Ela bate cânhamo pelos laços, enquanto o carcereiro a ameaça e aponta para a tarefa. Fielding escreveria que Thwackum, um dos tutores sádicos de Tom Jones, se parecia exatamente com o carcereiro (Tom Jones 3:6). A esposa do carcereiro rouba roupas de Moll, piscando para o roubo. Os prisioneiros vão da esquerda para a direita em ordem decrescente de riqueza. Moll está ao lado de um cavalheiro, um afiado de cartas cujo baralho extra caiu, e que trouxe seu cachorro com ele. Os presos não estão de forma alguma sendo reformados, apesar da gravura irônica à esquerda acima dos estoques ocupados, onde se lê "Melhor trabalhar/ do que ficar assim". A pessoa que sofria nos estoques aparentemente se recusou a trabalhar. |
| Em seguida, uma mulher, uma criança que pode ter síndrome de Down (pertencente ao mais agudo, provavelmente) e, finalmente, uma mulher africana grávida que presumivelmente "implorou sua barriga" quando levada a julgamento, já que mulheres grávidas não poderiam ser executadas ou transportadas. Um grafite da prisão mostra John Gonson pendurado na forca. O servo de Moll sorri quando as roupas de Moll são roubadas, e o criado parece estar usando os sapatos de Moll. | |
| Placa 5 | Moll morrendo de sífilis |
| | Moll agora está morrendo de sífilis. Dr. Richard Rock à esquerda (cabelos pretos) e Dr. Jean Misaubin à direita (cabelos brancos) discutem sobre seus métodos médicos, que parecem ser uma escolha de sangramento (Rock) e ventosas (Misaubin). Uma mulher, possivelmente a bawd de Moll e possivelmente a proprietária, fuziliza os pertences de Moll para o que ela deseja levar. |
| Enquanto isso, a empregada de Moll tenta impedir os saques e discussões. O filho de Moll senta-se junto ao fogo, possivelmente doente com sífilis também. Ele está pegando piolhos ou pulgas de seu cabelo. A única dica sobre o dono do apartamento é um bolo de Páscoa usado como armadilha de moscas, dando a entender que seu ex-guardião está pagando por ela em seus últimos dias e ironicamente indicando que Moll, ao contrário dos israelitas, não será poupado. Vários opiáceos ("anódinas") e "curas" sujam o chão. As roupas de Moll parecem alcançá-la como se fossem fantasmas que a atraem para a vida após a morte. | |
| Placa 6 | Velório de Moll |
| | Na placa final, Moll está morta, e todos os catadores estão presentes em seu velório. Uma nota na tampa do caixão mostra que ela morreu aos 23 anos em 2 de setembro de 1731. O parson derrama seu conhaque enquanto ele tem a mão na saia da garota ao seu lado, e ela parece satisfeita. Uma mulher que colocou bebidas no caixão de Moll olha com desaprovação. O filho de Moll joga ignorante. O filho de Moll é inocente, mas ele se senta brincando com sua parte de cima sob o corpo de sua mãe, incapaz de entender (e figurativamente fadado à morte). |
| A madame de Moll chora bêbada à direita com um jarro de sorriso macabro de "Nants" (conhaque). Ela é a única que está chateada com o tratamento da menina morta, cujo caixão está sendo usado como bar de taberna. Uma garota "enlutada" (outra prostituta) rouba o lenço do agente funerário. Outra prostituta mostra o dedo machucado para a prostituta, enquanto uma mulher ajusta sua aparência em um espelho ao fundo, mesmo mostrando uma ferida sifilítica na testa. A casa que segura o caixão tem um brasão irônico na parede exibindo uma divisória com três torneiras, lembrando o "derramamento" do parson, o álcool fluindo e a expiração de Moll. O chapéu branco pendurado na parede pelo brasão é o que Moll usava no primeiro prato, remetendo ao início de seu fim. | |

## Legado
Em 1733, John Breval, sob o pseudônimo de Joseph Gay, publicou um poema The Lure of Venus: or, a Harlot's Progress. Um poema heroico-cômico. Em seis cantos. Fundada sobre as seis pinturas do Sr. Hogarth; e ilustrado com estampas deles.

Em 22 de junho de 1828, William Innell Clement publicou Harlot's Progress em colunas em uma única página de seu jornal Bell's Life in London #330.